# Bosc-Mesnil
Bosc-Mesnil é uma comuna francesa na região administrativa da Normandia, no departamento de Sena Marítimo. Estende-se por uma área de 9,52 km². Em 2010 a comuna tinha 321 habitantes (densidade: 33,7 hab./km²).